# Tlapa de Comonfort
Tlapa de Comonfort är en kommunhuvudort i Mexiko.   Den ligger i kommunen Tlapa de Comonfort och delstaten Guerrero, i den sydöstra delen av landet, 220 km söder om huvudstaden Mexico City. Tlapa de Comonfort ligger 1 084 meter över havet och antalet invånare är 36 873.
Terrängen runt Tlapa de Comonfort är huvudsakligen kuperad. Tlapa de Comonfort ligger nere i en dal. Runt Tlapa de Comonfort är det ganska tätbefolkat, med 86 invånare per kvadratkilometer. Tlapa de Comonfort är det största samhället i trakten. I omgivningarna runt Tlapa de Comonfort växer huvudsakligen savannskog.